# Wapen van Nieuwerkerk aan den IJssel

Wapen van Nieuwerkerk aan den IJssel

Het wapen van Nieuwerkerk aan den IJssel werd op 24 juli 1816 bij besluit van de Hoge Raad van Adel aan de gemeente Nieuwerkerk aan den IJssel in gebruik bevestigd. Op 1 januari 2010 werd Nieuwerkerk aan den IJssel onderdeel van de nieuwe gemeente Zuidplas. Het wapen van Nieuwerkerk aan den IJssel is daardoor komen te vervallen. In het wapen van Zuidplas is het wapen van Nieuwerkerk aan den IJssel in het eerste kwartier overgenomen.

## Blazoenering
De blazoenering van het wapen luidde als volgt:
Van zilver, beladen met een klimmende leeuw van keel.
De heraldische kleuren in het wapen zijn keel (rood) en zilver (wit).

## Geschiedenis
Het wapen is vermoedelijk afgeleid van dat van het geslacht Van Naaldwijk.

## Verwante wapens

Het wapen van Naaldwijk
Het wapen van Zuidplas